# Ludovico Antonio Muratori

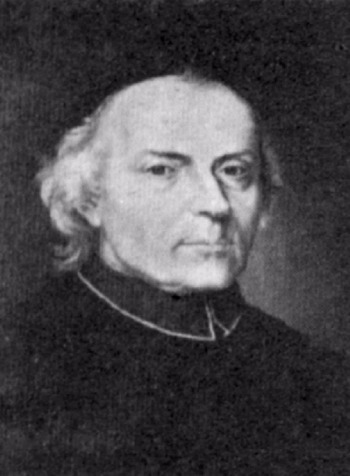
Ludovico Antonio Muratori

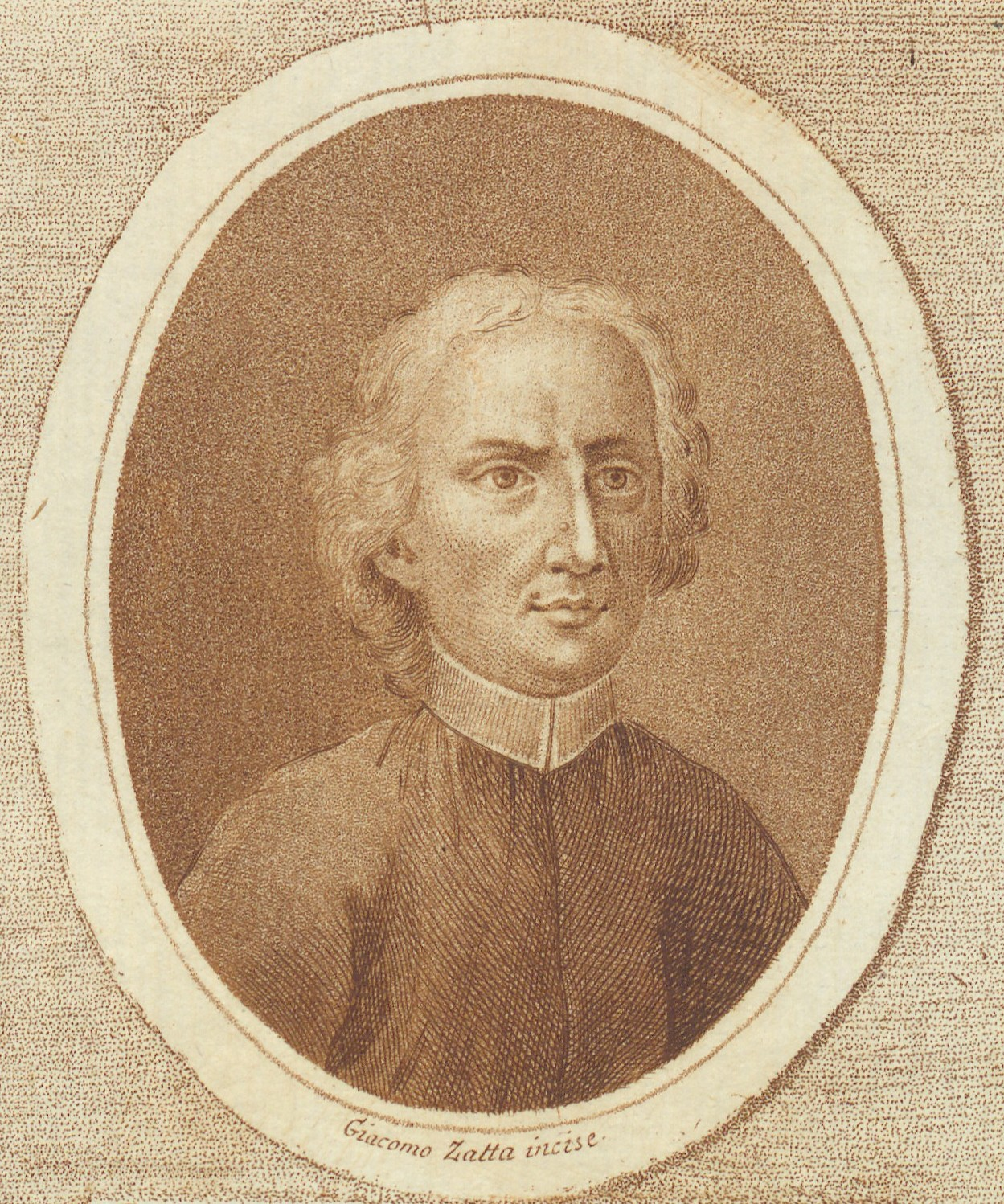
Ludovico Antonio Muratori

Luigi Antonio Muratori, latinizado como Ludovico Antonio Muratori, alias Lamindio Pritanio  (Vignola, 21 de octubre de 1672 - Módena, 23 de enero de 1750) fue un erudito y eclesiástico italiano.

## Biografía
Considerado el padre de la historiografía italiana, fue una de las primeras figuras de la intelectualidad setecentista. De humildes orígenes, se aplicó a acumular una cultura enciclopédica; ello le costó violentos enemigos a causa de las numerosas disputas en que se vio envuelto.
Desde su infancia, demostró una fuerte voluntad de acumular saberes, como él mismo señaló, en una larga carta autobiográfica compuesta a la edad de 49 años. Ingresó en la Compañía de Jesús y allí estudió gramática y se laureó en letras (1692) y en derecho y filosofía (1694). Se apasionó por el estudio de la literatura, la historia y las artes. Se aplicó al estudio del griego y leyó con pasión a los autores italianos y los clásicos grecorromanos. Benedetto Bacchini, abad del monasterio del San Pietro de Módena, le orientó en sus estudios religiosos y de los Santos Padres. Sostuvo además, una amplia correspondencia con intelectuales boloñeses y modeneses.  En 1695 fue nombrado miembro del Colegio de Eruditos de la Biblioteca Ambrosiana de Milán. La riqueza de los textos allí conservados, nutrió su inclinación filológica y literaria y le curtió en la crítica de las fuentes. Creó entonces, el método histórico científico moderno, fundándolo sobre bases más racionales hasta entonces; entre sus contribuciones, figuró darse cuenta del valor de un fragmento de manuscrito que contenía la más antigua lista conocida hasta entonces de los escritos incluidos en el Nuevo Testamento, texto que desde entonces se llamó en su honor Canon de Muratori. Recibió las órdenes del obispo de Tortona (1695) y se consagró al estudio de la Edad Media.

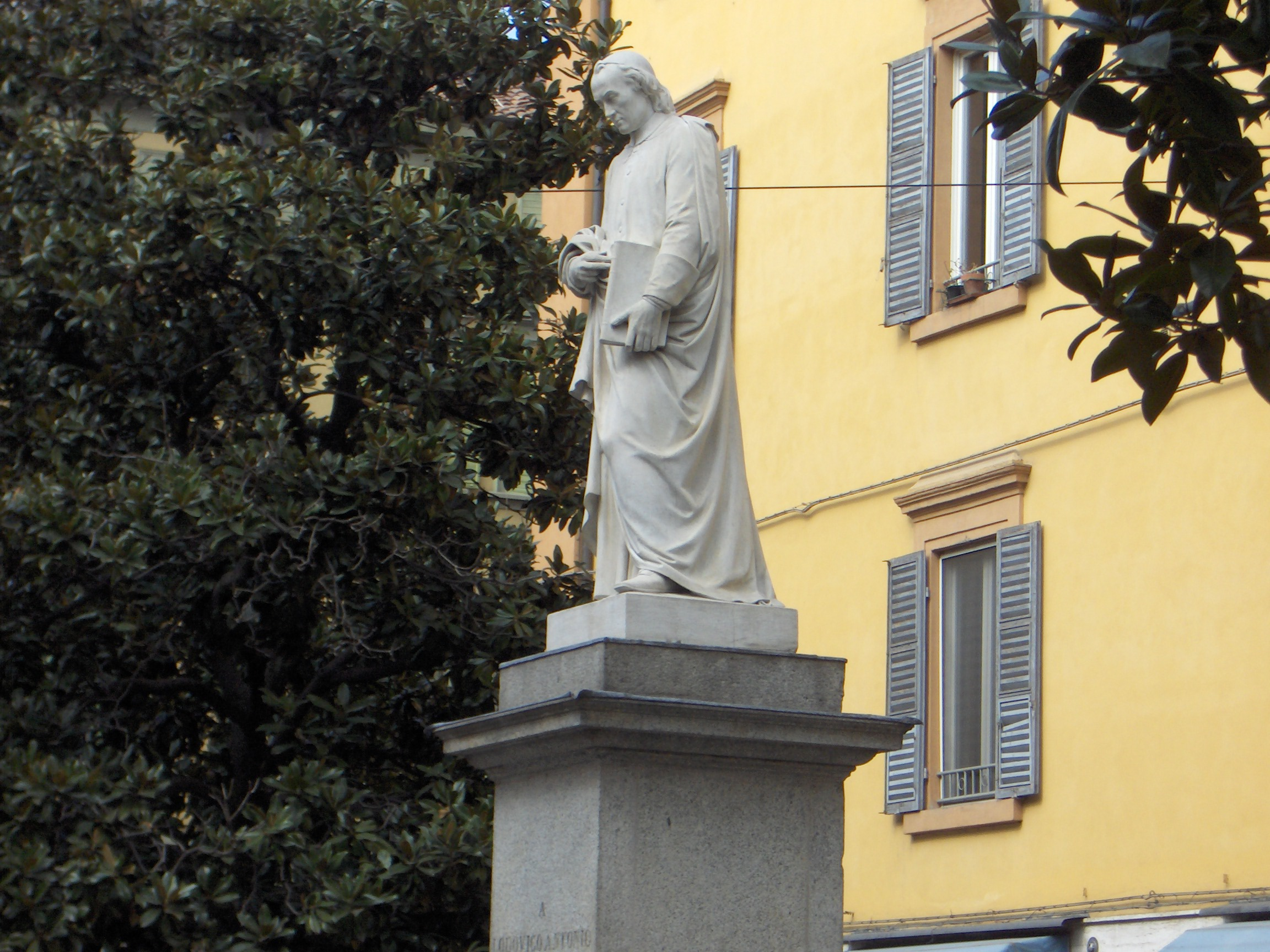
Efigie de Ludovico Antonio Muratori en la Via Emilia de Modena

 El duque de Módena Rinaldo I d'Este lo acogió ofreciéndole el oficio de archivista y bibliotecario. Europa se estaba preparando para la Guerra de Sucesión Española. Escribió I primi disegni della repubblica letteraria d'Italia (1703), Della perfetta poesia italiana (1706) y las Riflessioni sopra il buon gusto intorno le scienze e le arti (1708), impregnadas de un emergente nacionalismo. Los austriacos se apropiaron de Módena y defendió la casa de Este en Piena esposizione dei diritti imperiali ed estensi (1712) y recogió la documentación sobre los orígenes de sus señores en Antichità estensi ed italiane (1717).
Por entonces entabló amistad con el padre Paolo Segneri; en 1716 recibió la prepositura de Santa Maria della Pomposa in Modena. Restauró la iglesia, en la que fue enterrado, y creó en Módena la Compagnia della Carità per l'assistenza ai bisognosi. Publicó De ingegnorum moderatione in religionis negotio.

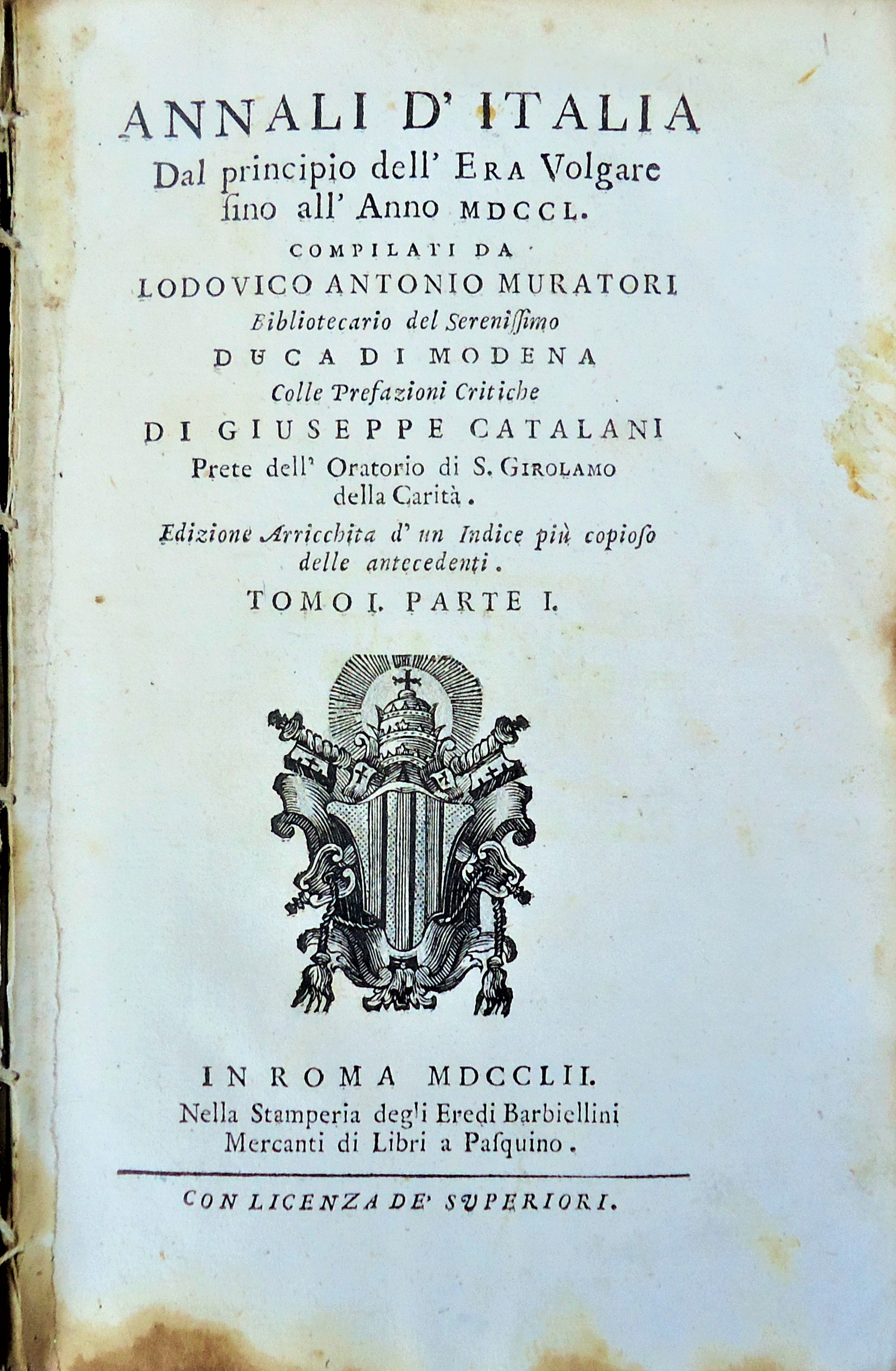
Lodovico Antonio Muratori, Annali d'Italia, Roma, 1752, t. I, p. I

Entre los años 1723 y 1743 Ludovico Muratori alcanzó su madurez intelectual y compendió el fruto de sus inmensas investigaciones históricas y literarias en 38 volúmenes repartidos en tres grandes títulos: los Rerum Italicarum Scriptores (1723-1738), las Antiquitates Italicae Medii Aevi (1738-1743) y el Novum Thesaurum Veterum Inscriptionum (1738-1743); y aún sintió fuerzas para publicar la primera historia conjunta de Italia hasta su época: los Annali d'Italia (1743-1749).
Su obra religiosa no dejó asimismo de crecer: De Superstitione Vitanda (1732-1740), que condenaba los excesos del culto; apoyó la labor de los jesuitas en América en su ensayo Cristianesimo felice nelle missioni de' padri della Compagnia di Gesù nel Paraguay (1743-1749). Pero fue especialmente leído su De regolata devotione de' cristiani, obra cardinal de setecentismo racionalista religioso italiano y que influyó en el papa Benedicto XIV (antiguamente Próspero Lambertini).
Se mostró además como un activo partícipe también en las polémicas civiles de su tiempo desde el bando de la Ilustración, defendiendo el valor de la educación, la ciencia y el reformismo. A estas preocupaciones responden obras del tipo La filosofia morale spiegata ai giovani (1735), el ensayo Dei difetti della giurisprudenza (1742-1743), el tratado Delle forze dell'intendimento umano o sia il pirronismo confutato (1745) y el ensayo sobre la Pubblica Felicità (1749), última obra de Muratori, sobre filosofía política, publicada el mismo año que El espíritu de las leyes de Montesquieu, donde defiende las luces en educación popular, higiene pública, la actividad de la mujer y la reforma agraria
Su obra Della forza della fantasia umana (Módena, 1760) fue traducido al español por el padre Francisco Martínez y publicada en Madrid en 1787.

## Bibliografía

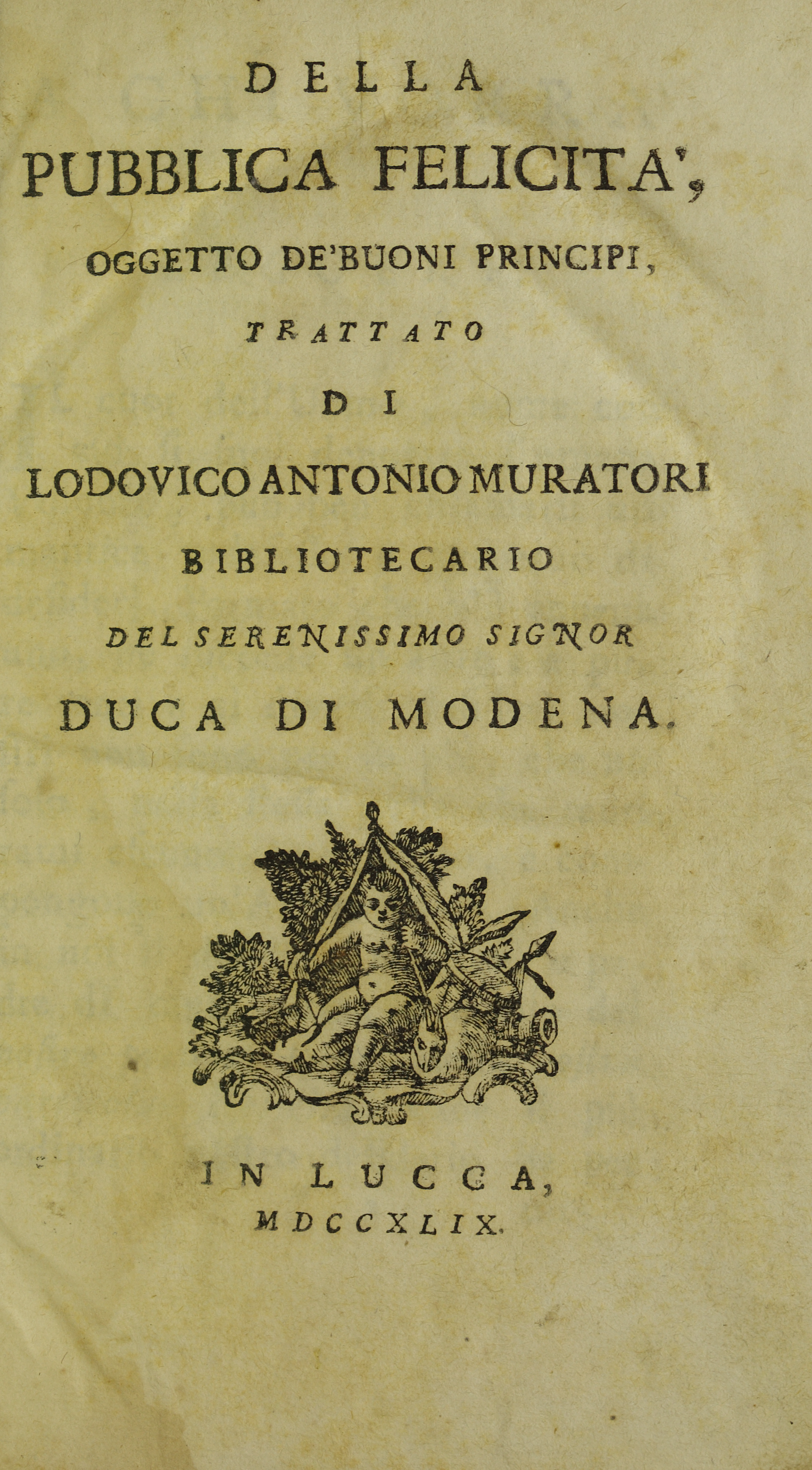
Della pubblica felicità, 1749